# Kirche (Kanonisches Recht)
Eine Kirche (lateinisch ecclesia) ist im kanonischen Recht als geweihter Ort definiert, der für den Gottesdienst bestimmt und für Gläubige öffentlich zugänglich ist (1214  CIC). Im Gegensatz dazu ist die Kapelle oder das Oratorium (von lateinisch oratorium „Gebetsraum“) „für den Gottesdienst zugunsten einer Gemeinschaft oder eines dort zusammenkommenden Kreises von Gläubigen“ (1223  CIC), die Privatkapelle (lateinisch sacellum privatum) zugunsten einer einzelnen oder mehrerer Personen bestimmt (1226  CIC).
Die Einrichtung einer Kirche, Kapelle oder Privatkapelle bedarf der Zustimmung des zuständigen Ordinarius. Eine Kirche wird im Rahmen der Kirchweihe, teilweise aber auch nur durch eine Segnung, ordentlich eingerichtet und mit einem unveränderlichen Titel versehen, dem Patrozinium. Für Kapellen und Privatkapellen ist keine Weihe vorgesehen, aber eine Segnung angemessen.
Wenn die Nutzung als Gottesdienstraum nicht mehr möglich ist oder schwerwiegende Gründe dafür sprechen, kann eine Kirche oder Kapelle mit Zustimmung des Ordinarius durch Profanierung „profanem, aber nicht unwürdigem Gebrauch“ zurückgegeben werden (1222  CIC).

## Weitere Referenzen im kanonischen Recht
Ordensniederlassungen sollen nach 608  CIC „wenigstens eine Kapelle haben, in der die Eucharistie gefeiert und aufbewahrt wird, damit sie wirklich die Mitte der Kommunität ist.“ In 733, § 2  CIC ist für eine Gesellschaft apostolischen Lebens mit der Zustimmung zur Errichtung einer Niederlassung das Recht verbunden, „wenigstens eine Kapelle zu haben, in der die heiligste Eucharistie gefeiert und aufbewahrt wird.“
Nach 857  CIC soll eine Taufe außer im Notfall in einer Kirche oder Kapelle gefeiert werden. Jede Pfarrkirche muss einen Taufbrunnen haben, gegebenenfalls können auch andere Kirchen oder Kapellen einen besitzen (858  CIC).

## Abgrenzung
Die rechtlichen Begrifflichkeiten korrespondieren zumeist mit der baulichen Unterscheidung zwischen großen Kirchen und kleineren Kapellen. Die Größe der Kirchenbauwerke lässt keinen exakten Rückschluss auf ihren jeweiligen Status zu. Es gibt durchaus größere Kirchenbauwerke, die nur den Status einer Kapelle haben, oder kleine Kapellen mit Kirchenstatus. Auch Seitenkapellen einer Großkirche können rechtlich eigenständige Oratorien im Sinne des CIC sein.

## Kirche
Im Codex Iuris Canonici erwähnte Kirchen mit besonderer Rechtsstellung sind Kathedralen (Bischofskirchen), Kollegiatkirchen (Stiftskirchen) und Pfarrkirchen. Besonders für Kathedral- und Pfarrkirchen ist eine feierliche Weihe vorgeschrieben (1217  CIC). Eine besondere Funktion für die Seelsorge haben die im Gesetzbuch (auch früher) nicht eigens erwähnten Filialkirchen; der mit solchen unselbstständigen Kirchen früher meist verbundene Rechtsstatus einer ständigen Vikarie (vicaria perpetua) ist allerdings mit dem Inkrafttreten des Codex Iuris Canonici 1983 weggefallen (can. 1427 CIC/17). Auch der vom Papst an besonders bedeutende Kirchen verliehene Ehrentitel einer Basilika wird im gegenwärtigen Codex nicht mehr erwähnt (can. 1180 CIC/17).
Im Zuge der Gemeindestrukturreformen in vielen deutschen und österreichischen Bistümern wurden in den vergangenen Jahren Pfarreien verschmolzen oder bisherige Pfarrgemeinden zu größeren Einheiten (etwa Pfarrverbände oder „Seelsorgeräume“) gruppiert oder zu Großpfarreien zusammengelegt. Häufig werden dabei ehemalige Pfarrkirchen zu Filialkirchen umdeklariert. So gibt es beispielsweise in den Diözesen Essen und Köln nur noch wenige große Pfarreien, die ihrerseits in „Gemeinden“ – verstehbar als Pfarrbezirke – unterteilt sind. Die bisherigen Pfarrkirchen, jetzt „Gemeindekirchen“ oder auch – wenn ihnen keine Gemeinde mehr zugeordnet ist – „weitere Kirchen“ genannt, werden rechtlich in der Regel als Filialkirchen der übergeordneten Pfarr- oder Gemeindekirchen der Großpfarrei geführt. Da die Einzelheiten der Reformen in den verschiedenen deutschsprachigen Bistümern sehr unterschiedlich gehandhabt und umgesetzt werden, existiert hier keine einheitliche Regelung.

## Kapelle
Der CIC von 1983 definiert in 1224  CIC eine Kapelle (lateinisch oratorium) als einen „Ort, der mit Erlaubnis des Ordinarius für den Gottesdienst zugunsten einer Gemeinschaft oder eines dort zusammenkommenden Kreises von Gläubigen bestimmt ist, zu dem mit Zustimmung des zuständigen Oberen auch andere Gläubige Zugang erhalten können“. Sie darf nur mit Erlaubnis des Ordinarius errichtet werden, der vorher geprüft hat, ob sie „geziemend ausgestattet“ ist (1224  CIC). Der Ordinarius ist in der Regel der Diözesanbischof.
Kapellen werden im Gegensatz zu Kirchen nicht geweiht, sondern können gesegnet werden. Dazu müssen die Räume jedoch „allein dem Gottesdienst vorbehalten und von allem häuslichen Gebrauch frei bleiben“ (1229  CIC).
In Kapellen (oratorium) können Gottesdienste gefeiert und die Sakramente gespendet werden (1229  CIC). Etwa in räumlich großen Pfarreien kann eine Kapelle „zugunsten der Gläubigen“ einen eigenen Taufbrunnen haben, wenn der Diözesanbischof es genehmigt (858§ 2  CIC). In der Kapelle einer Ordensgemeinschaft muss das Allerheiligste aufbewahrt werden (934  CIC). In Kapellen einschließlich der Oratorien in Klöstern, finden die vorgeschriebenen Kollekten für pfarrliche, diözesane, nationale oder gesamtkirchliche Vorhaben statt, falls die Oratorien „tatsächlich ständig den Gläubigen offenstehen“ (1266  CIC).
Siehe auch: Kapelle (Kirchenbau)

### Privatkapelle

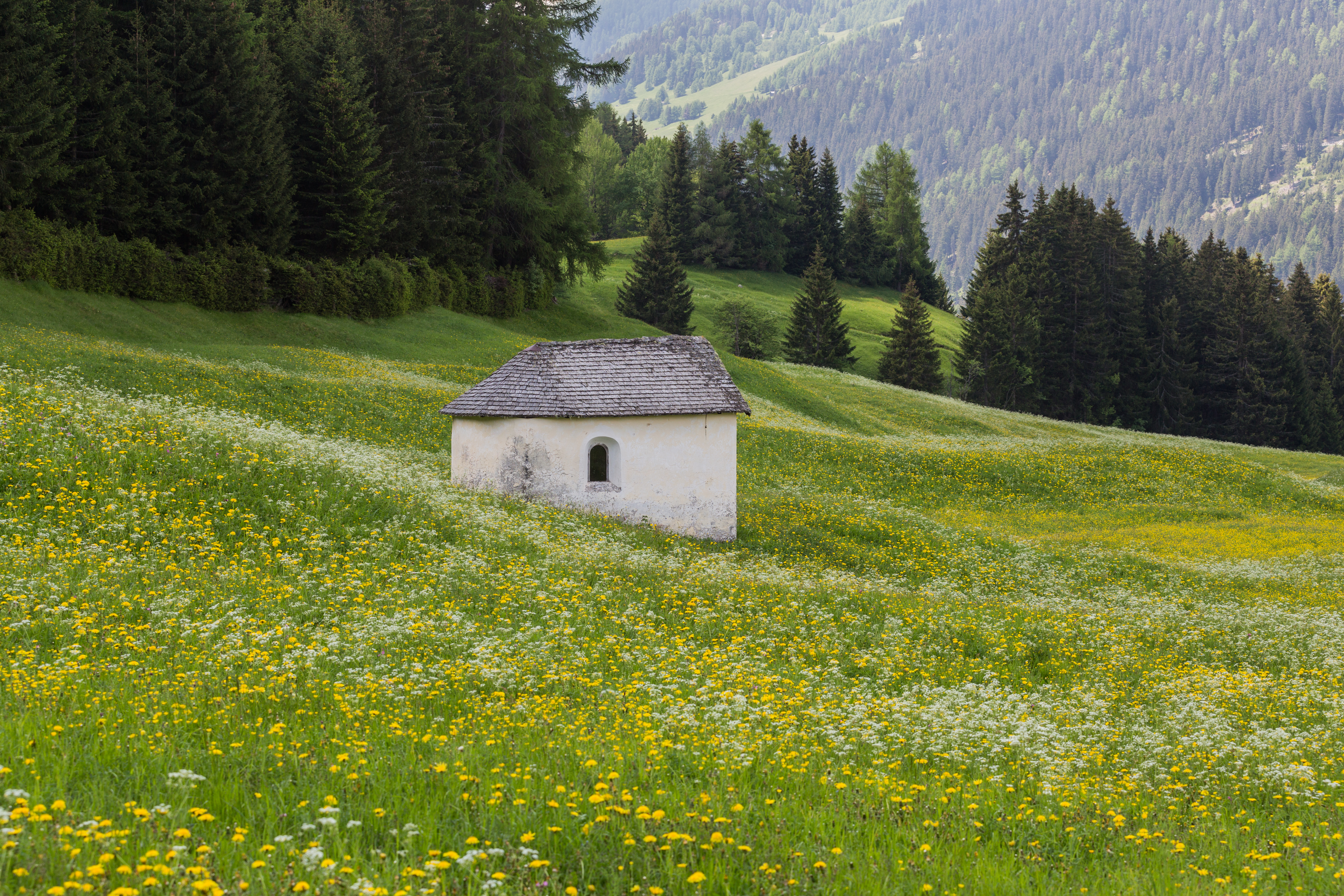
Hofkapelle Kompatsch, Tirol, Typ einer Privatkapelle

Nach 1226  CIC ist eine Privatkapelle (lateinisch sacellum) für den Gottesdienst „einer einzelnen oder mehrerer physischer Personen bestimmt“ und muss vom Ortsordinarius erlaubt werden. Messfeiern und andere gottesdienstliche Feiern bedürfen ebenfalls seiner Erlaubnis (1228  CIC), das Allerheiligste kann mit bischöflicher Erlaubnis in einer Privatkapelle aufbewahrt werden (934  CIC).

### Codex Iuris Canonici 1917
Der bis 1983 gültige Codex Iuris Canonici 1917 unterschied zwischen drei Arten von Kapellen (Oratorien):
- Privatoratorium: dessen Gebrauch nur bestimmten Personen zustand, etwa einem Bischof oder einer Familie und deren Gästen
- halböffentliches Oratorium: das den Gläubigen unter bestimmten Bedingungen offenstand
- öffentliche Oratorien: die zum Nutzen aller Gläubigen errichtet wurden

Die Definition von 1983 entspricht der des halböffentlichen Oratoriums, das öffentliche Oratorium ist dagegen verschwunden.

### Messkapelle
Die in Österreich noch übliche Unterscheidung in Kapelle und Messkapelle ist historischer Natur, zweiteres bezieht sich auf Kapellen, die regelmäßig für die Heilige Messe genutzt werden.
Unter „Kapelle“ werden sonstige Kapellen im kanonisch-rechtlichen Sinne geführt. „Messkapelle“ findet sich in Österreich verbreitet, seltener auch in Süddeutschland, der Schweiz und Südtirol, noch als Beifügung zu Kirchennamen. Dem entspricht auch die Bezeichnung als Dorfkapelle oder Ortskapelle, als Hauptgebetstätte eines kleineren Ortes, dessen Ortskirche keinen kirchenrechtlichen Status als Kirche hat, deren Einwohner aber auch nicht in den nächsten Ort mit Kirche in den Gottesdienst gingen (bzw. nur zum Hochamt).
In England findet sich noch heute die Bezeichnung chantry chapel (‚Messkapelle‘). An diesen Kapellen war ein Messstipendium gestiftet, das meist dem Gedenken der Verstorbenen gewidmet war.